# 安德烈娅·塔格韦尔克
安德烈娅·塔格韦尔克（德語：Andrea Tagwerker，1970年10月23日—），奥地利女子雪橇运动员。她曾代表奥地利参加1988年、1992年、1994年和1998年冬季奥林匹克运动会雪橇比赛，其中1994年冬季奥运会获得一枚铜牌。